# Phryxe extrema
Phryxe extrema là một loài ruồi trong họ Tachinidae.